# Nikolai Ilminski
Nikolai Ivànovitx Ilminski, en rus Николай Иванович Ильминский (1822-1892), va ser un lingüista i pedagog rus, professor de llengües orientals a la Universitat de Kazan. Proposà grafies per al tàtar, txuvaix, mordovià, mari, udmurt, iacut i d'altres sobre la base de l'alfabet ciríl·lic. Traduí la Bíblia al tàtar i organitzà activitats missioneres cristianes entre les minories nacionals del Volga mitjà i Sibèria.
- Профессор Н.И.Егоров. Выступление на чувашском языке (Круглый стол, посвященный к 195-летию со дня рождения Н.И. Ильминского, 120-летию Н.Н. Поппе и 145-летию К.П. Прокопьева). Чăвашла.
- Сергей Щербаков: Миссионерско-просветительская система Н.И. Ильминского и чуваши: две стороны одной медали
- Agabazar: Сумбур вместо гармонии